# Liste de jardins botaniques en Italie
La liste des jardins botaniques en Italie recense alphabétiquement  les jardins botaniques italiens par région.

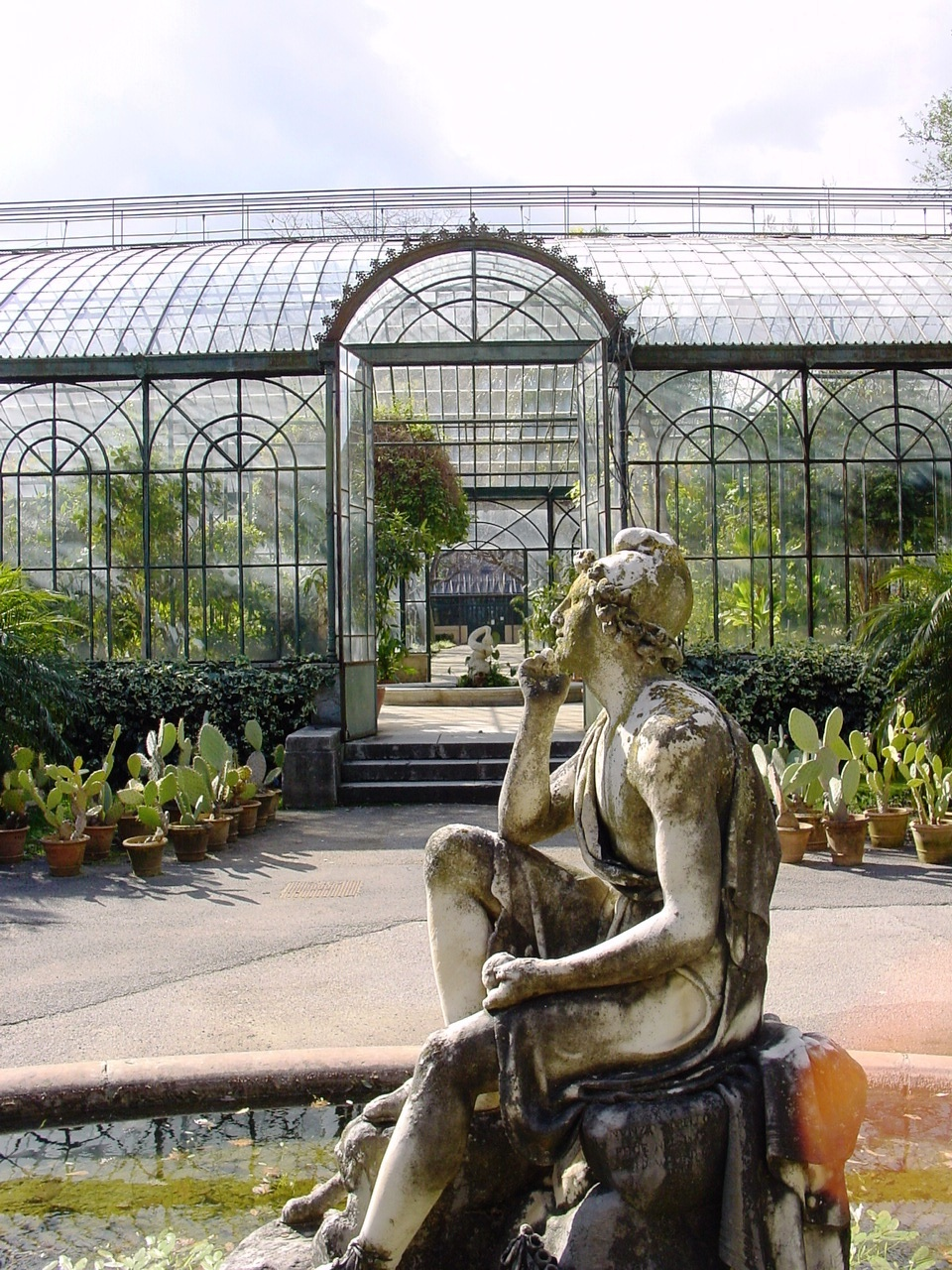
Orto botanico de Palerme.

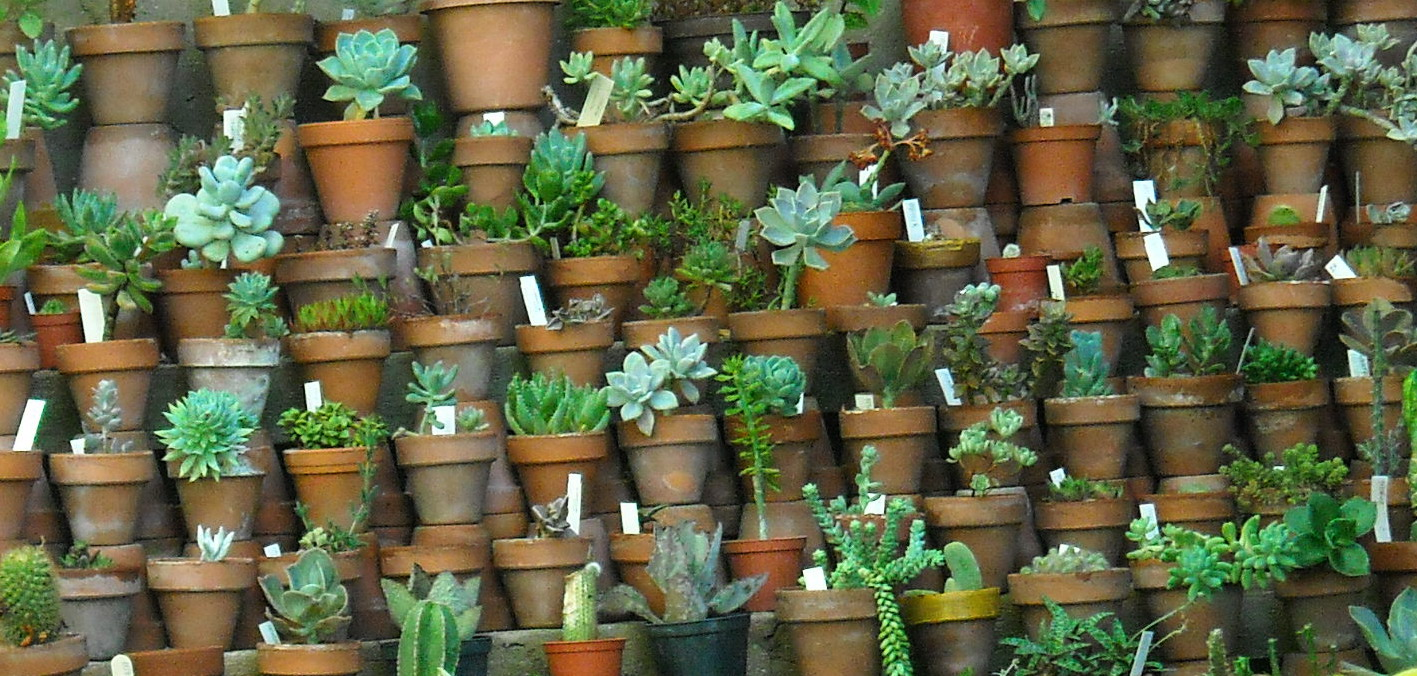
Collection de plantes succulentes, Cagliari.

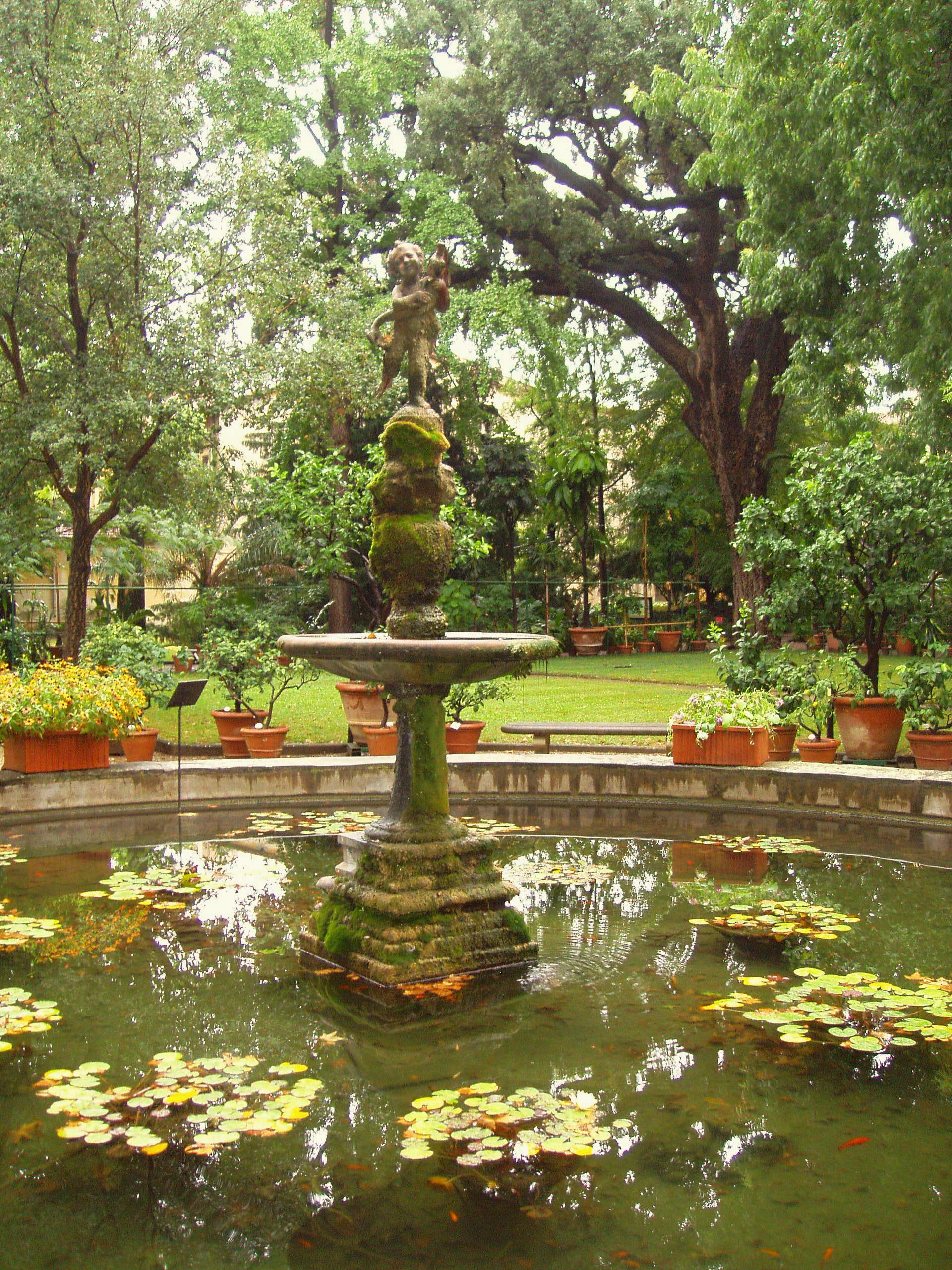
Fontaine dans le jardin des simplici à Florence.

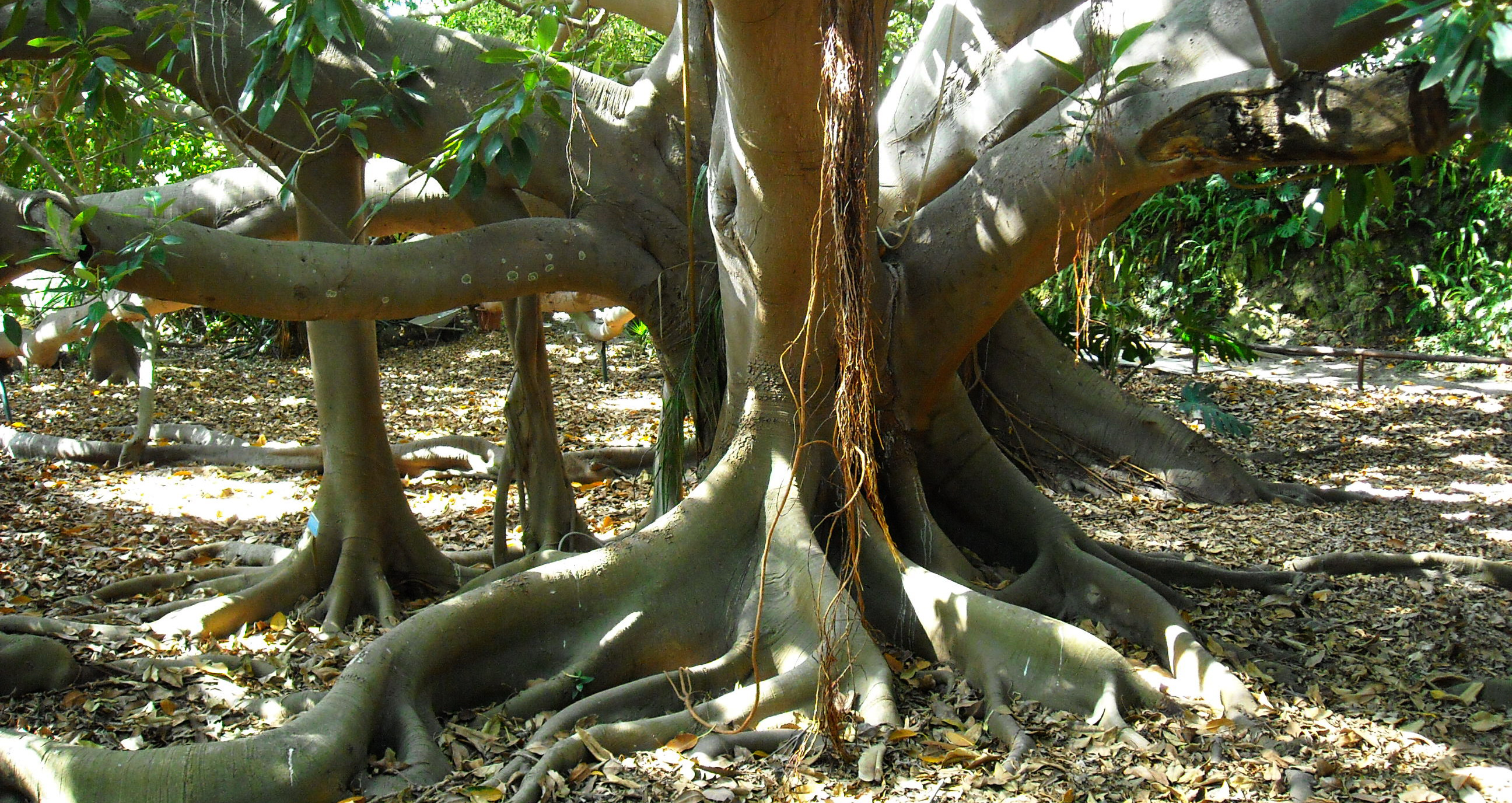
Racines du ficus macrophylla, Cagliari.

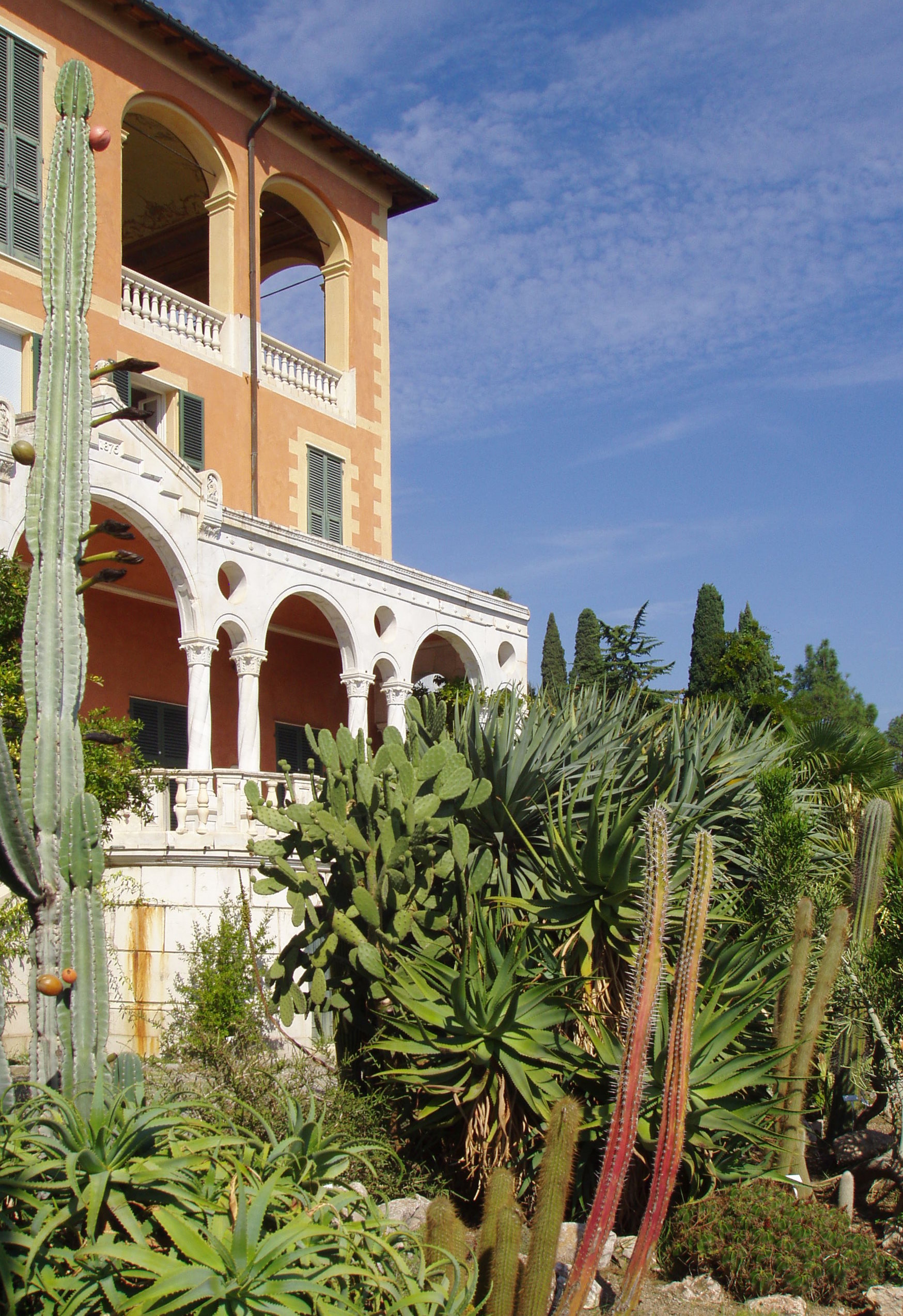
Villa Hanbury à Vintimille.

## Abruzzes
- Jardin botanique de l'Université de L'Aquila (Orto Botanico dell'Aquila)

## Calabre
- Jardin botanique de l'Université de Calabre (Orto botanico dell'università della Calabria)

## Campanie
- Jardin botanique de l'Université de Camerino (Orto Botanico dell'Università di Camerino)
- Jardin botanique de Naples (Orto botanico di Napoli)

## Émilie-Romagne
- Jardin botanique de l'université de Bologne (Orto botanico dell'università di Bologna)
- Jardin botanique de l'université de Modène (Orto botanico università di Modena e Reggio Emilia)
- Jardin botanique de Parme (Orto botanico di Parma)

## Frioul-Vénétie julienne
- Jardin botanique Carsiana de Sgonico (Giardino botanico Carsiana)
- Jardin botanique municipal de Trieste (Civico orto botanico di Trieste)

## Latium
- Jardin botanique de l'Université de Rome (Orto botanico e arboreto «Tor Vergata»)
- Jardin botanique de l'Université de Tuscia, Viterbe (Orto botanico dell'università della Tuscia)
- Roseraie de Rome

## Ligurie
- Jardin botanique de Cogoleto (Orto botanico Villa Beuca)
- Jardin botanique de l'Université de Gênes (Orto botanico dell'università di Genova)
- Jardin botanique de Montemarcello (Orto botanico di Montemarcello)
- Jardin botanique Hanbury, Vintimille (Giardini botanici Hanbury)

## Lombardie
- Jardin botanique de Bergame (Orto botanico di Bergamo)
- Jardin botanique de l'université de Milan (Orto botanico di Brera)
- Jardin botanique de l'université de Pavie (Orto botanico dell'università di Pavia)

## Marches
- Jardin botanique de l'Université d'Urbino (Orto Botanico «P. Scaramella» dell'università di Urbino)

## Ombrie
- Jardin botanique de Pérouse (Orto Botanico di Perugia)

## Piémont
- Jardin botanique de Turin (Orto botanico di Torino)

## Pouilles
- Jardin botanique de Bari (Orto Botanico di Bari)
- Jardin botanique de Lecce (Orto botanico di Lecce)

## Sardaigne
- Jardin botanique de Cagliari (Orto botanico di Cagliari)

## Sicile
- Jardin botanique de l'Université de Catane (Orto botanico dell'università di Catania)
- Jardin botanique de Palerme (Orto botanico di Palermo)

## Toscane
- Jardin botanique de la forêt d'Abetone (Orto botanico Forestale dell'Abetone)
- Arboretum Carlo Siemoni (Arboreto Carlo Siemoni)
- Jardin des simples de l'île d'Elbe (Orto dei semplici Elbano)
- Jardin des simples de Florence (Giardino dei semplici di Firenze)
- Jardin botanique de Lucca (Orto botanico comunale di Lucca)
- Jardin botanique Pietro Pellegrini, Pian della Fioba (Orto botanico «Pietro Pellegrini»)
- Jardin botanique de l'Université de Pise (Orto botanico dell'università di Pisa)
- Jardin botanique de l'Université de Sienne (Orto botanico dell'università di Siena)
- Jardin botanique de la flore de l'archipel toscan (Orto dei Semplici elbano - île d'Elbe)
- Jardin botanique de Vico d'Elsa (Orto Botanico di Vico d'Elsa)
- Roseraie botanique Carla Fineschi de Cavriglia
- Arboretum de Vallombrosa (Arboreto di Vallombrosa)

## Trentin-Haut-Adige
- Giardino Botanico Alpino Viote, Trente

## Vallée d'Aoste
- Jardin alpin Chanousia
- Jardin alpin Saussurea
- Jardin alpin Paradisia
- Jardin alpin du château de Savoie
- Arboretum d'Entrebin

## Vénétie
- Jardin botanique Locatelli, Mestre (Orto botanico Locatelli )
- Jardin botanique de l'école E. Toti, Musile di Piave (Giardino botanico della Scuola Media Statale «E.Toti» di Musile di Piave)
- Jardin botanique de Padoue ( Orto botanico di Padova)
- Jardin Botanique Marbal, Fontigo di Sernaglia della Battaglia, Treviso